# Bildningsroman
Bildningsroman (från ty. Bildungsroman) eller utvecklingsroman är en roman som skildrar en ung hjältes eller hjältinnas utveckling till vuxen mogenhet. Till de mest kända bildningsromanerna hör Johann Wolfgang von Goethes Wilhelm Meisters läroår (1795–96), Charles Dickens David Copperfield (1849–50), Gottfried Kellers Gröne Henrik (1854), Thomas Manns Bergtagen (1924) och Doris Lessings Våldets barn (1952–69).
Begreppet bildningsroman myntades av Karl Morgenstern, 1818. Morgenstern propagerade för romanen som ett moraliskt bildningsmedel. Begreppet fick dock inte fäste förrän 1870, då Wilhelm Dilthey använde det i en analys av Goethes roman Wilhelm Meisters läroår.
Bildningsromanen skiljer sig från andra romanformer bland annat genom att hjälten inte skildras som färdigutvecklad redan i början av boken. I bildningsromanen är det den inre utvecklingen hos huvudpersonen som är det primära och den yttre handlingen blir sekundär. Oftast får man följa huvudpersonen från barndom till vuxen.
Romanteoretikern Georg Lukács har uttryckt att den enda riktiga bildningsromanen är Wilhelm Meisters läroår. Andra litteraturkritiker menar att bildningsromanen används i större eller mindre utsträckning. 
Bildningsromanen och utvecklingsromanen anses vara nära besläktade. Utvecklingsromaner har samma struktur som bildningsromaner men skildrar ett så kallat kausalt sammanhang, det vill säga orsak och verkan som en produkt av arv och miljö. Bildningsromanen slutar alltid lyckligt, vilket inte alltid är fallet i utvecklingsromaner.